# Google Hangouts
A Google Hangouts a Google Inc. kommunikációs platformja volt. Főbb funkciói: instant üzenetküldés, videó cset, SMS és VOIP funkciók. Három előző Google-projektet foglalt magába: Google Talk, Google+ Messenger (előzőleg: Huddle) és Hangouts. Android platformra ez volt az alapból elérhető üzenetküldő alkalmazás.
A Hangouts szolgáltatás 2022. november 1-én megszűnt.

## Története
A Google Hangouts 2013 májusában lépett a Google Talk és a Google+ Messenger helyébe, és akár 150 résztvevős konferenciához is platformot tudott adni.
A kommunikációs platform használóinak rendelkezniük kellett „Google+” kontóval, de ha a kezdeményezője „kifüggesztette”, nyilvánossá tette a konferenciát, akkor a bekapcsolódáshoz nem szükséges, hogy a részt vevő Google+ felhasználók ismerjék a kezdeményezőt.
A csetek tárolása a szerveroldalon történt, ez tette lehetővé az összes bejelentkezett készülék szinkronizálását, például a laptopon megkezdett csetelés zökkenőmentesen folytatható az okostelefonon.
2022-től a Google Chat lépett a helyébe.

## Fordítás
Ez a szócikk részben vagy egészben  a   Google Hangouts című angol Wikipédia-szócikk fordításán alapul.  Az eredeti cikk szerkesztőit annak laptörténete sorolja fel. Ez a jelzés csupán a megfogalmazás eredetét és a szerzői jogokat jelzi, nem szolgál a cikkben szereplő információk forrásmegjelöléseként.